# Accident d'un hélicoptère Z-9 de l'armée de l'air ghanéenne
 (6 août 2025).
L’accident d'un hélicoptère Z-9 de l'armée de l'air ghanéenne survient le 6 août 2025. Un hélicoptère Harbin Z-9 de la force aérienne du Ghana dont les passagers se rendent à un événement sur la lutte contre l'exploitation minière illégale s'écrase sur un flanc de montagne boisé dans la région Ashanti au Ghana. Les huit personnes à bord sont tuées. Parmi les victimes figurent le ministre ghanéen de la Défense (en), Edward Omane Boamah, et le ministre de l'Environnement (en), Ibrahim Murtala Muhammed.

## Contexte

### Hélicoptère
L'hélicoptère impliqué dans l'accident, un Harbin Z-9EH de la force aérienne du Ghana, fait partie d'un lot de quatre engins achetés en septembre 2015. Les Z-9 sont une déclinaison construite sous licence en Chine de l'Eurocopter français AS365 Dauphin et sont réputés pour leur polyvalence et leur robustesse. La version EH est spécialisée dans le transport de passagers et les missions de secours.

### Passagers et membres d'équipage
Les occupants de l'appareil sont le ministre de la Défense Edward Omane Boamah, le ministre de l'Environnement Ibrahim Murtala Muhammed, le coordinateur adjoint de la sécurité nationale par intérim Muniru Mohammed Limuna (en), le vice-président du Congrès démocratique national Samuel Sarpong (en), l'ancien candidat parlementaire Samuel Aboagye, le chef d'escadron Peter Bafemi Anala, le lieutenant d'aviation Twum Ampadu et le sergent Ernest Addo Mensah.

## Accident
Les forces armées ghanéennes déclarent que l'hélicoptère a décollé de l'aéroport international de Kotoka à Accra à 9 h 12 en direction du nord-ouest vers l'intérieur des terres en direction de la zone d'extraction d'or pour un événement sur la lutte contre l'exploitation minière illégale à Obuasi, dans la région Ashanti, lorsqu'il disparaît des radars. L'épave de l'hélicoptère est retrouvée plus tard, toutes les victimes ayant été brûlées au point d'être méconnaissables dans l'incendie consécutif à l'écrasement. La cause de l'accident n'est pas connue, les observateurs suggèrent que des conditions météorologiques défavorables ou une défaillance technique peuvent avoir joué un rôle. L'armée déclare qu'une enquête est en cours. L'accident est l'une des pires catastrophes aériennes au Ghana depuis plus d'une décennie.

## Suites
Les dépouilles sont transportées à Accra. L'enterrement des victimes musulmanes de l'accident, qui est prévu le 7 août, est reporté en raison des procédures d'identification. Les obsèques nationales ont lieu le 15 août.

## Réactions

### Nationales
Le Parlement du Ghana exprime sa profonde tristesse et promet sa solidarité avec la nation en deuil.
Le chef d'état-major Julius Debrah (en) qualifie l'accident de « tragédie nationale », annonce que les drapeaux seront mis en berne jusqu'à nouvel ordre et conduit une délégation gouvernementale pour recevoir les dépouilles des victimes,.
Le président John Mahama suspend toutes les activités et décrète trois jours de deuil national. La vice-présidente Jane Naana Opoku-Agyemang et d'autres hauts responsables rendent visite aux familles des victimes.
Le Congrès démocratique national déclare que ces décès sont une perte irremplaçable pour le parti et exprime ses « condoléances les plus profondes et les plus sincères aux familles endeuillées, aux forces armées ghanéennes et au peuple ghanéen ».

### Internationales
Le haut-commissariat britannique au Ghana publie un message exprimant ses sincères condoléances au président Mahama et au peuple ghanéen.
Le président de la Sierra Leone, Julius Maada Bio, présente ses condoléances à Mahama et au peuple ghanéen dans un message publié sur les réseaux sociaux.
L'Organisation des Nations unies déclare dans un communiqué qu'elle « est solidaire du peuple ghanéen en cette période difficile de deuil national » et qu'elle présente ses « sincères condoléances aux familles endeuillées, ainsi qu'au gouvernement et au peuple du Ghana, alors que nous faisons ensemble face à cette perte douloureuse ». Elle déclare que ces décès sont « non seulement une blessure nationale, mais aussi une perte ressentie par toute la communauté internationale ».
La Commission de l'Union africaine déclare pleurer les victimes et loue les services qu'elles ont rendus au Ghana.
L'ambassade d'Allemagne à Accra présente ses condoléances au gouvernement du Ghana, ainsi qu'aux familles et amis des défunts dans un communiqué de presse.

## Enquête
Le service national des pompiers du Ghana (en) annonce qu'il enquêtera sur l'accident en collaboration avec d'autres agences de sécurité.